# Сан-Хусто (Санта-Фе)
Сан-Хусто (исп. San Justo) — город и муниципалитет в департаменте Сан-Хусто провинции Санта-Фе (Аргентина), административный центр департамента.

## История
В 1868 году Мариано Кабаль основал в этих местах сельскохозяйственную колонию, однако в 1870-х жители её покинули из-за плохих урожаев и нападений индейцев.
В 1882 году власти провинции приняли меры для повторного заселения этих мест. Основанный здесь населённый пункт был назван в честь Хусто Кабаля — сына Мариано Кабаля, погибшего в бою с индейцами.
В 1959 году Сан-Хусто получил статус города.